# Església de Santa Marta
L'Església de Santa Marta era un temple situat als carrers de la Riera de Sant Joan i l'Avellana de Barcelona, enderrocat per a l'obertura de la Via Laietana. La façana, d'estil barroc, fou reconstruida en un dels pavellons de l'Hospital de la Santa Creu i Sant Pau.

## Història i descripció
L'hospital de Santa Marta (pel nom de l'església que tenia annexada) o de l'Almoina va ser fundat el 1308 pel canonge Pere Desvilar, amb la missió de donar aixopluc als peregrins, o en el seu defecte, als pobres. Situat al barri de la Ribera, fou enderrocat per a la construcció de la Ciutadella borbònica, i el 4 de maig del 1735 es va posar la primer pedra del nou temple, de nau única, a la Riera de Sant Joan. L'Ajuntament de Barcelona va assumir el cost de les obres, i els terrenys foren venuts pels Sentmenat, que foren compensats amb la construcció d'una tribuna per a poder oir missa des de casa seva.
L'obertura de la Via Laietana a començaments del segle xx va motivar-ne l'enderrocament, però el 1911 la façana fou desmuntada pedra a pedra i reconstruïda al nou Hospital de la Santa Creu i Sant Pau, aleshores en construcció.
A la cantonada amb el carrer de l'Avellana hi havia la font de Sant Joan, creada el 1434 i que va quedar adossada a la paret de l'hospital de Santa Marta.

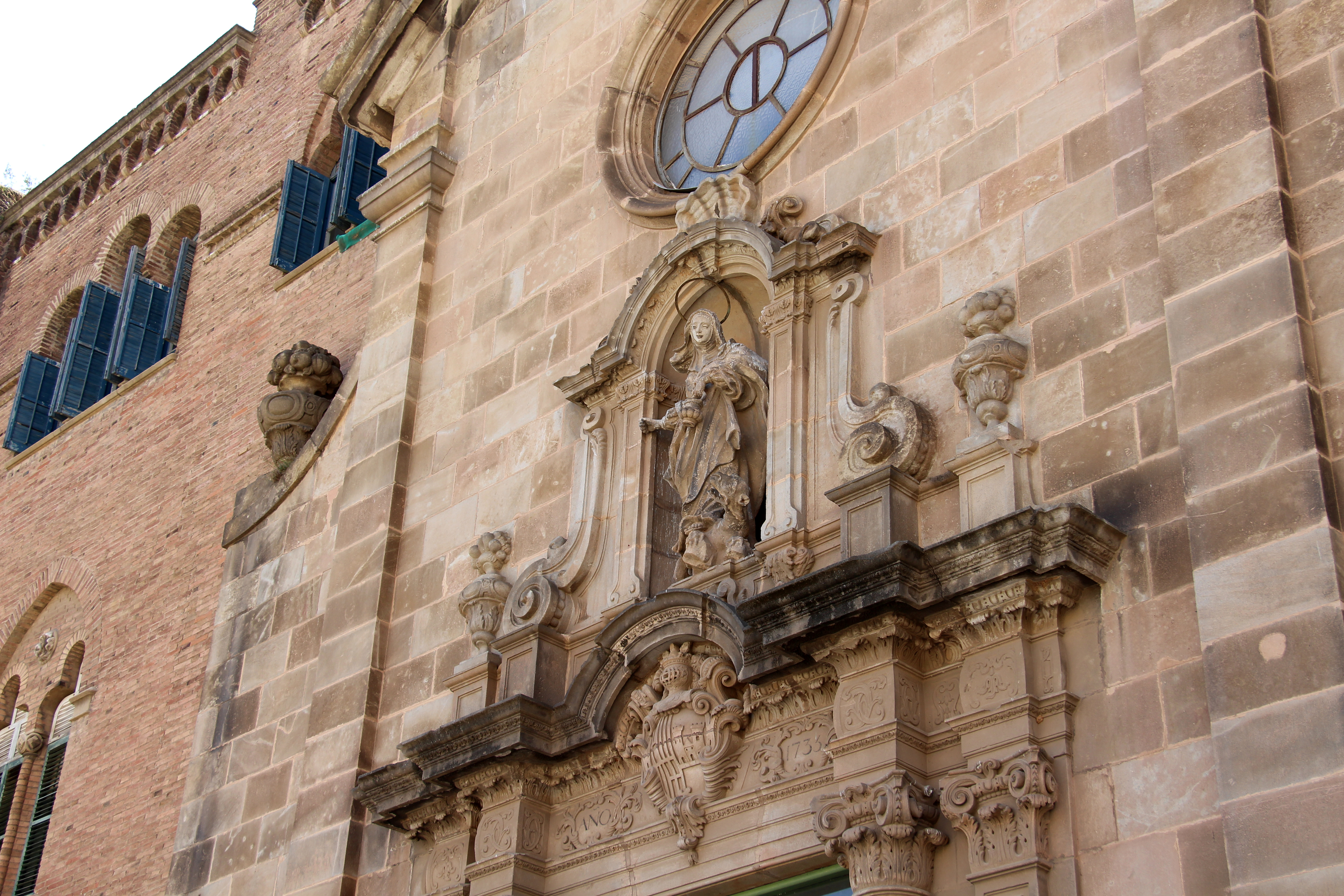
Façana de Santa Marta, reconstruïda a l'Hospital de la Santa Creu i Sant Pau

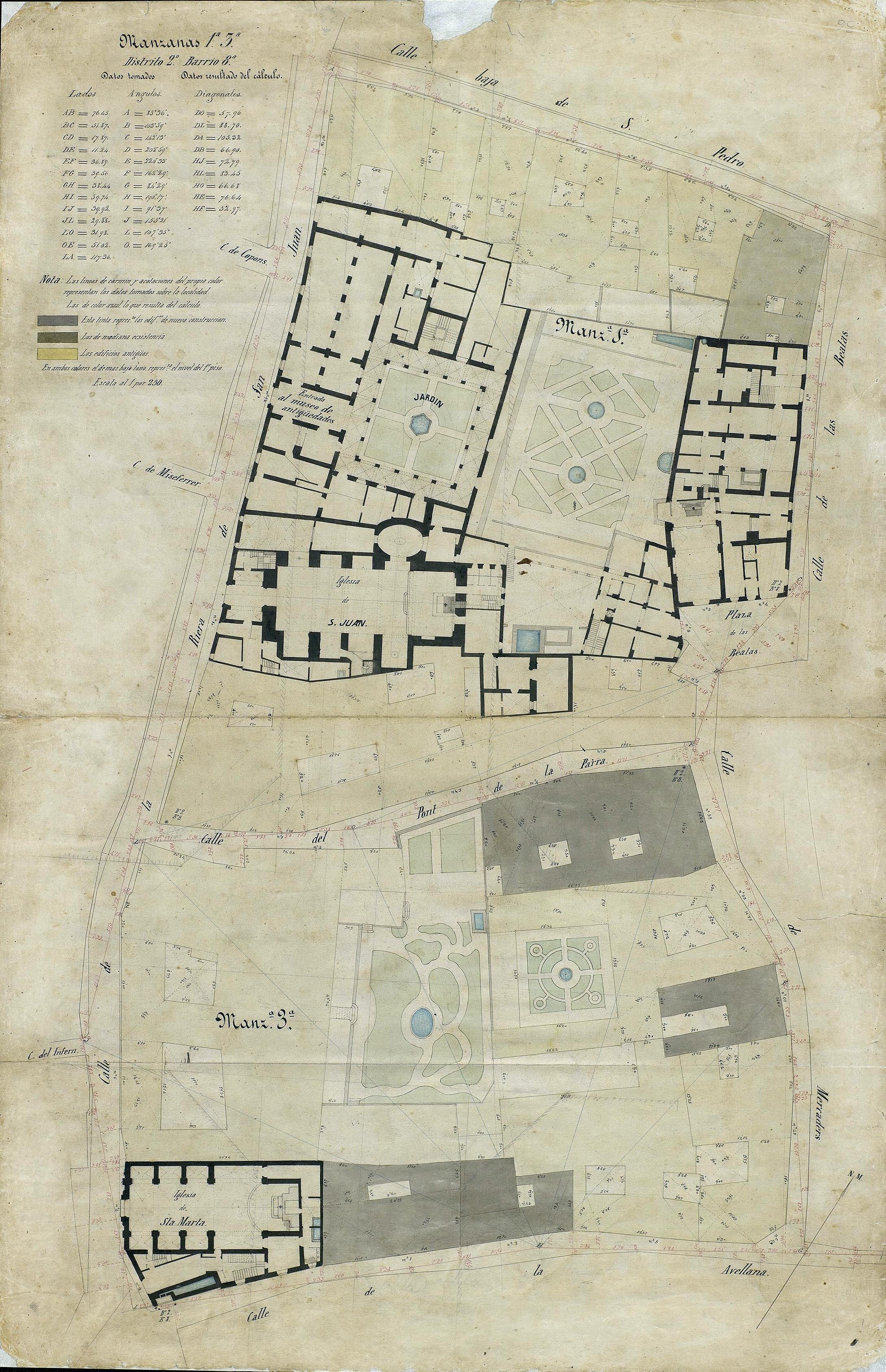
Quarteró núm. 36 de Garriga i Roca (c. 1860)

## Excavacions arqueològiques
El 1917, durant les obres d'urbanització de la nova avinguda, s'hi va trobar un mosaic romà d'aproximadament 2,30 m x 1,50 m. Aquest fet va motivar una intervenció arqueològica el 1920, El 1920 s'hi va efectuar una intervenció arqueològica dirigida per Agustí Duran i Sampere, que hi va documentar part d'una vil·la romana suburbana del segle ii dC. Al segle iii dC, aquest espai fou ocupat per una necròpolis paleocristiana, amb sepulcres de dues vessants o en forma de caixa, coberts amb teules.
Ja d'època visigòtica (segle v}) seria el mosaic trobat al límit de l'excavació, amb un crismó a la part central, enquadrat dins una sanefa amb el motiu de la trena, i que es va atribuir a la coberta d'un sepulcre d'un personatge il·lustre, possiblement un bisbe, donada la simbologia cristiana i la proximitat al nucli episcopal.
Durant el franquisme, aquest conjunt, conegut com a Antoni Maura, fou musealitzat pel Museu d'Història de Barcelona (MUHBA). Tanmateix, el mosaic romà va ser restaurat als anys 1970 amb ciment portland, el que fa necessari un manteniment molt escrupolós, i les restes de la vil·la estan cobertes amb llençols de geotèxtils per a protegir-los de la humitat.